# Ай-Кагал
Ай-Кагал — река в России, протекает в Томской области. Устье реки находится в 276 км по левому берегу реки Нюролька. Длина реки составляет 74 км, площадь водосборного бассейна 356 км².

## Данные водного реестра
По данным государственного водного реестра России относится к Верхнеобскому бассейновому округу, водохозяйственный участок реки — Васюган, речной подбассейн реки — Васюган. Речной бассейн реки — (Верхняя) Обь до впадения Иртыша.